# Художня гімнастика на літніх Олімпійських іграх 2020
Змагання з художньої гімнастики на літніх Олімпійських іграх 2020 року відбувалися з 7 по 8 серпня у Токіо, Японія, де було розіграно два комплекта медалей.

## Медальний залік
| Місце  | Країна           | Золото | Срібло | Бронза | Загалом |
| ------ | ---------------- | ------ | ------ | ------ | ------- |
| 1      | Ізраїль          | 1      | 0      | 0      | 1       |
| 1      | Болгарія         | 1      | 0      | 0      | 1       |
| 3      | Республіка Китай | 0      | 2      | 0      | 2       |
| 4      | Білорусь         | 0      | 0      | 1      | 1       |
| 4      | Італія           | 0      | 0      | 1      | 1       |
| Всього | Всього           | 2      | 2      | 2      | 6       |

## Медалісти
| Дисципліна          | Золото                                                                               | Срібло                                                                                        | Бронза                                                                                      |
| ------------------- | ------------------------------------------------------------------------------------ | --------------------------------------------------------------------------------------------- | ------------------------------------------------------------------------------------------- |
| Групові детальніше  | Сімона Д'янкова Стефані Кір'якова Мадлен Радуканова Лаура Траєц Еріка Зафірова (BUL) | Анастасія Близнюк Анастасія Максимова Ангеліна Шкатова Анастасія Татарєва Аліса Тіщенко (ROC) | Мартіна Центофанті Агнес Дуранті Алексія Мауреллі Даніела Могуріан Мартіна Сантандреа (ITA) |
| Особисті детальніше | Ліной Ашрам (ISR)                                                                    | Діна Аверіна (ROC)                                                                            | Аліна Гарнасько (BLR)                                                                       |